# Mordellistena buxtoni
Mordellistena buxtoni is een keversoort uit de familie spartelkevers (Mordellidae). De wetenschappelijke naam van de soort is voor het eerst geldig gepubliceerd in 1928 door Blair.